# Келлі Вільямс
Ке́ллі Рі́ні Ві́льямс (англ. Kelli Renee Williams; нар. 8 червня 1970 року, Лос-Анджелес, Каліфорнія, США) — американська акторка, режисерка та продюсерка. Найбільш відома роль: Ліндсей Доул Доннелл в телесеріалі ABC «Практика» та докторка Джилліан Фостер — в «Теорії брехні».

## Біографія
Народилася в Лос-Анджелесі в сім'ї акторки Шеннон Вілкокс і пластичного хірурга Джона Вільямса. Батьки розлучилися, коли їй було 13 років. У неї один рідний брат і два брати, що народилися в нових сім'ях батьків.
Вперше на екрані Келлі Вільямс з'явилася майже відразу ж після народження — у рекламі підгузків. У дитинстві відвідувала школу, що входить у всесвітню мережу французьких ліцеїв (Lycée Français). Згодом, у 1988, закінчила середню школу в Беверлі-Хіллс.
Відразу після школи стала активно зніматися в різних телесеріалах. Першу серйозну роль отримала в 1994 році, у фільмі «А ось і моя крихта». Найбільшу популярність (і кілька номінацій на різні кінопремії) їй принесла роль Ліндсей Доул Доннелл в телесеріалі ABC «Практика».
У серпні 2008 року Келлі Вільямс була відібрана на роль доктора Джилліан Фостер у новому телесеріалі каналу «Fox» «Теорія брехні».
З 1996 року одружена з американським письменником, режисером і продюсером канадського походження Ейджеем Сагалов (Ajay Sahgal). У них троє дітей: Kiran Ram (нар. 1998), Sarame Jane (нар. 2001) та Ravi Lyndon (нар. 2003).

## Фільмографія
Станом на  27.06.2021

### Акторка
| Рік       |    | Українська назва                                      | Оригінальна назва                                 | Роль                                |
| --------- | -- | ----------------------------------------------------- | ------------------------------------------------- | ----------------------------------- |
| 2021      | с  | Койот                                                 | Coyote                                            | Джилл Керр (5 епізодів)             |
| 2017      | тф | Пісня на Різдво                                       | Christmas Solo (A Song for Christmas)             | Дженніфер                           |
| 2017      | тф | Дострокове звільнення                                 | Early Release (Mommy's Prison Secret)             | Тейлор Рейнольдс                    |
| 2016      | с  | Закон і порядок: Спеціальний корпус                   | Law & Order: Special Victims Unit                 | Мелані Гарпер (1 епізод)            |
| 2016      | с  | Фостери                                               | The Fosters                                       | Джастіна Маркс (6 епізодів)         |
| 2014—2015 | с  | NCIS: Полювання на вбивць                             | NCIS                                              | Спецагент Морін Кебот (2 епізоди)   |
| 2015      | с  | Детектив Маклін                                       | Detective McLean                                  | Еллісон Маклін (10 епізодів)        |
| 2012—2013 | с  | Армійські дружини                                     | Army Wives                                        | Джекі Кларк (32 епізоди)            |
| 2012      | ф  |                                                       | Any Day Now                                       | Міс Флеммінг                        |
| 2011      | с  | Менталіст                                             | The Mentalist                                     | Бет Флінт (1 епізод)                |
| 2011      | с  | Криміналісти: мислити як злочинець                    | Criminal Minds                                    | Шеллі Чемберлен (1 епізод)          |
| 2009—2011 | с  | Теорія брехні                                         | Lie to Me                                         | д-р Джилліан Фостер (48 епізодів)   |
| 2010      | ф  |                                                       | The Space Between                                 | Junkie                              |
| 2007—2008 | с  |                                                       | Men in Trees                                      | Джулія Світцер (6 епізодів)         |
| 2008      | тф |                                                       | The One That Got Away                             | Джоанна                             |
| 2007      | с  | Закон і порядок: Злочинні наміри                      | Law & Order: Criminal Intent                      | Голлі Лорен / Кетлін Шоу (1 епізод) |
| 2006      | с  |                                                       | Women in Law                                      | пілотний епізод                     |
| 2006      | тф |                                                       | Murder on Pleasant Drive                          | Діанна Велен                        |
| 2004—2005 | с  |                                                       | Medical Investigation                             | Наталі Дюрант (20 епізодів)         |
| 2005      | с  | Третя зміна                                           | Third Watch                                       | Наталі Дюрант (1 епізод)            |
| 2004      | тф | Хлопець на Різдво                                     | A Boyfriend for Christmas                         | Голлі Грант                         |
| 2003      | с  |                                                       | The Lyon's Den                                    | прокурор Моніка Крейн (3 епізоди)   |
| 2003      | с  |                                                       | Hack                                              | Шарлотта Вестон (1 епізод)          |
| 1997—2003 | с  | Практика                                              | The Practice                                      | Ліндсі Доул (145 епізодів)          |
| 2002      | с  | Клініка                                               | Scrubs                                            | Крістен Мерфі (2 епізоди)           |
| 2000      | кф |                                                       | It's a Shame About Ray                            | Анна                                |
| 2000      | тф | Квіти для Елджернона                                  | Flowers for Algernon                              | Аліса Кініан                        |
| 1999      | тф |                                                       | Sweetwater                                        | Кемі Сарлсон                        |
| 1999      | кф |                                                       | Kismet                                            | Келлі                               |
| 1998      | с  |                                                       | Ally McBeal                                       | Ліндсі Доул (1 епізод)              |
| 1996      | тф | Мері і Тім                                            | Mary & Tim                                        | Джастіна Мелвілл                    |
| 1996      | ф  |                                                       | Клер Гіґґінс                                      |                                     |
| 1996      | с  |                                                       | Picket Fences                                     | Ханна Мері Білер (1 епізод)         |
| 1996      | тф |                                                       | Voice from the Grave                              | Івонна Шустер                       |
| 1995      | с  |                                                       | New York News                                     | Еллі (13 епізодів)                  |
| 1995      | с  |                                                       | Earth 2                                           | Мері (2 епізоди)                    |
| 1994      | с  |                                                       | Party of Five                                     | Енні Алкотт (1 епізод)              |
| 1994      | ф  |                                                       | There Goes My Baby                                | Саншайн                             |
| 1994      | тф | Загублені в снігах: Історія Джима та Дженніфер Столпа | Snowbound: The Jim and Jennifer Stolpa Story      | Дженніфер Столпа                    |
| 1993      | ф  |                                                       | Mr. Jones                                         | Келлі                               |
| 1993      | тф | Рятувальний модуль                                    | Lifepod                                           | Рена Джанусіа                       |
| 1993      | с  | Злочин і кара                                         | Crime & Punishment                                | Сюзі Гендерсон (1 епізод)           |
| 1993      | тф |                                                       | For Their Own Good                                | Ерма                                |
| 1992      | тф |                                                       | Her Final Fury: Betty Broderick, the Last Chapter | Кейт Бродерік                       |
| 1992      | с  | Цивільні війни                                        | Civil Wars                                        | Мері Енн Монтгомері (1 епізод)      |
| 1992      | с  | Сестри                                                | Sisters                                           | Сара Нолан (1 епізод)               |
| 1992      | с  | Закон і порядок                                       | Law & Order                                       | Меггі Корсон (1 епізод)             |
| 1992      | тф |                                                       | A Woman Scorned: The Betty Broderick Story        | Кейт Бродерік                       |
| 1991      | с  |                                                       | The Young Riders                                  | Емілі Меткаф (1 епізод)             |
| 1991      | с  | Переплутані при народженні (мінісеріал)               | Switched at Birth                                 | Іріса                               |
| 1991      | с  |                                                       | CBS Schoolbreak Special                           | Кессі О'Браян (1 епізод)            |
| 1990      | с  |                                                       | Elvis                                             | Метті Волкер (13 епізодів)          |
| 1990      | тф |                                                       | My Life as a Babysitter                           | -                                   |
| 1990      | с  |                                                       | Room for Romance                                  | 1 епізод                            |
| 1990      | в  | Знову всесильний                                      | Zapped Again!                                     | Люсі Камінскі                       |
| 1989      | с  | Квантовий стрибок                                     | Quantum Leap                                      | Шеннон (1 епізод)                   |
| 1989      | с  |                                                       | Island Son                                        | Еліса Бордінет (1 епізод)           |
| 1989      | с  |                                                       | CBS Summer Playhouse                              | Наталі (1 епізод)                   |
| 1989      | тф |                                                       | Out on the Edge                                   | Мелісса                             |
| 1989      | с  |                                                       | Day by Day                                        | Еллісон (3 епізоди)                 |
| 1989      | тф |                                                       | The Case of the Hillside Stranglers               | Маргарет Вілсон                     |
| 1989      | с  |                                                       | Beauty and the Beast                              | Юна Ліза (1 епізод)                 |

### Режисерка, продюсерка
| Рік       |    | Українська назва                    | Оригінальна назва        | Роль                 |
| --------- | -- | ----------------------------------- | ------------------------ | -------------------- |
| 2022      | с  | Безмежне небо                       | Big Sky                  | режисер (1 епізод)   |
| 2022      | с  | Вокер                               | Walker                   | режисер (1 епізод)   |
| 2022      | с  | Всеамериканський: Повернення додому | All American: Homecoming | режисер (1 епізод)   |
| 2020—2021 | с  | Всеамериканський                    | All American             | режисер (4 епізоди)  |
| 2019—2021 | с  | Ординатор                           | The Resident             | режисер (5 епізодів) |
| 2020      | с  | Солодкі магнолії                    | Sweet Magnolias          | режисер (2 епізоди)  |
| 2019      | с  | Усі жінки — відьми                  | Charmed                  | режисер (1 епізод)   |
| 2019      | с  |                                     | Good Trouble             | режисер (1 епізод)   |
| 2016—2018 | с  | Фостери                             | The Fosters              | режисер (3 епізоди)  |
| 2017      | с  |                                     | Rosewood                 | режисер (1 епізод)   |
| 2013      | с  | Армійські дружини                   | Army Wives               | режисер (1 епізод)   |
| 2004      | с  | Практика                            | The Practice             | режисер (1 епізод)   |
| 2000      | кф |                                     | It's a Shame About Ray   | продюсер             |